# Mary Rosenblum
Mary Rosenblum (nombre de nacimiento, Mary Freeman; Levittown (Nueva York), 27 de junio de 1952 – La Center (Washington), 11 de marzo de 2018) fue una escritora de ciencia ficción y misterio estadounidense.

## Biografía
Rosenblum se crio en Allison Park (Pensilvania). Se licenció en biología en el Reed College de Oregón. Rosenblum fue al Clarion West Writers Workshop en 1988.
Su primer relato se publicó en 1990 y su primera novela, en 1993. Su carrera comenzó en la ciencia ficción, a la que regresó en gran medida. Sin embargo, entre 1999 y 2002 escribió la serie de novelas "Gardening Mysteries" bajo el nombre de "Mary Freeman". Se dice que sus novelas de misterio sobre jardinería son significativamente diferentes de su novela de ciencia ficción, por lo que sus dos siguientes obras no necesariamente se solapan. En 1994, ganó el Premio Compton Crook a la mejor novela prima por The Drylands. En 2009 ganó el Premio Sidewise for Alternate History por su historia "Sacrifice."
Rosenblum también fue una consumada quesero que enseñó el oficio en talleres selectos.
A los 57 años, Rosenblum obtuvo su certificado de aviadora. Residente en Oregón, era una de las pocas mujeres piloto en ese estado, con solo el 10% de mujeres.

## Muerte
Rosenblum murió el 11 de marzo de 2018, cuando el avión monomotor que pilotaba se estrelló cerca de un aeródromo al sur de La Center (Washington).

### Novelas
- The Drylands (1993)
- Chimera (1993)
- The Stone Garden (1994)
- Devil's Trumpet (1999)
- Deadly Nightshade (1999)
- Bleeding Heart (2000)
- Garden View (2002)
- Water Rites (2006)
- Horizons (2007)

### Colecciones
- Synthesis & Other Virtual Realities (1996)

### Cuentos cortos seleccionados
- "Shoals" (2013) in Old Mars (antología)[7][8]
- "Home Movies" (2006) en Asimov's Science Fiction.[9]